# 柳川信貞
柳川 信貞（やながわ のぶさだ、生没年不詳）とは、江戸時代の大坂の浮世絵師。

## 来歴
柳川重信の門人、大坂の人。文政5年（1822年）重信が大坂に上った折に入門し、翌文政6年の作に「江戸重信門人雪信改信貞」と署名しており、はじめは雪信と称したことが知られる。作画期は文政3年（1820年）頃から天保初期にかけてで、役者絵や美人画を残す。

## 作品
- 「美濃庄九郎・中村歌右衛門」　大判錦絵　※文政6年正月、大坂角の芝居『けいせい廓大門』より
- 「団七九郎兵衛・中村歌右衛門　一寸徳兵衛・市川鰕十郎」　大判錦絵2枚続　早稲田大学演劇博物館所蔵　※文政6年4月、角の芝居『夏祭浪花鑑』より
- 「九変化之内・でつち 中村鶴助」　大判錦絵　早稲田大学演劇博物館所蔵　※「加賀金沢南川上於芝居御名残狂言」。 文政6年10月、金沢南川上芝居
- 「角平お安・沢村国太郎」　大判錦絵　※文政7年頃
- 「あり十郎兵衛・嵐橘三郎　娘おつる・市川新之助」　大判錦絵　※文政10年4月、大坂中の芝居『国訛嫩笈摺』より